# Grand prix des Meilleurs romans du demi-siècle
Le grand prix des Meilleurs romans du demi-siècle ("Det stora priset för halvseklets bästa romaner") var ett franskt litteraturpris som delades ut en enda gång, till de tolv bästa romanerna på franska utgivna mellan år 1900 och 1950. Listan togs fram av en jury bestående av tolv personer och publicerades 3 juni 1950 i tidningen Le Figaro. Samtliga böcker som tilldelades priset gavs samma år ut i en ny specialutgåva.

## Tillvägagång
Priset föreslogs av Francis Carco i slutet av 1940-talet för att hylla de bästa romanerna från första halvan av 1900-talet. Juryn utgjordes av följande:
- Sidonie Gabrielle Colette, författarinna, juryordförande
- Édouard Herriot, tidigare konseljpresident
- Henri Mondor, läkare och författare
- Marcel Pagnol, författare och filmskapare
- Francis Carco, författare och visdiktare
- Albert Sarraut, tidigare konseljpresident
- Pierre Brisson, chef för Le Figaro
- Julien Cain, chef för Bibliothèque nationale de France
- Jacques Jaujard, tidigare chef för Musées de France
- Louis Joxe, politiker och diplomat
- Jean Paulhan, författare och litteraturkritiker
- Paul Guth, journalist och författare

De tolv romanerna gavs ut i en speciell lyxutgåva på 3000 exemplar med omslagsillustrationer av kända konstnärer. Samma behandling gavs även åt Colettes roman Varieté.

## Pristagare
|  | Författare            | Svensk titel       | Ursprungstitel                | Utgivningsår | Illustratör               |
|  | --------------------- | ------------------ | ----------------------------- | ------------ | ------------------------- |
|  | Valery Larbaud        | Fermina Márquez    | Fermina Márquez               | 1911         | Paul Lemagny              |
|  | Anatole France        | Gudarna törsta     | Les dieux ont soif            | 1912         | Kees van Dongen           |
|  | Maurice Barrès        | Aldrig utgiven     | La Colline inspirée           | 1913         | Albert Decaris            |
|  | Marcel Proust         | Swann och kärleken | Un amour de Swann             | 1913         | André Dunoyer de Segonzac |
|  | Georges Duhamel       | Midnattsbekännelse | Confession de minuit          | 1920         | Berthold Mahn             |
|  | Jacques de Lacretelle | Silbermann         | Silbermann                    | 1922         | Valentine Hugo            |
|  | André Gide            | Falskmyntarna      | Les Faux-monnayeurs           | 1925         | André Minaux              |
|  | François Mauriac      | Thérèse            | Thérèse Desqueyroux           | 1927         | Démétrios Galanis         |
|  | André Malraux         | Människans lott    | La Condition humaine          | 1933         | Pierre-Eugène Clairin     |
|  | Georges Bernanos      | Prästmans dagbok   | Journal d'un curé de campagne | 1936         | Maurice Mourlot           |
|  | Jean-Paul Sartre      | Äcklet             | La Nausée                     | 1938         | Édouard Goerg             |
|  | Jules Romains         | Aldrig utgiven     | La Douceur de la vie          | 1939         | Edmond Heuzé              |